# Salvador Prat i Asensio
Salvador Prat i Asensio (Olesa de Montserrat, 17 de febrer de 1961) és un economista, historiador i polític. Ha estat l'alcalde d'Olesa des de l'11 de juny de 2011 fins al 13 de juny de 2015
Ha format part de diverses entitats d'Olesa i ha estat membre actiu del moviment veïnal, primer des de l'Associació de Veïns del Nucli Antic i després com a president de la Federació d'Associacions de Veïns d'Olesa (FAVOM). Va ser un dels impulsors del col·lectiu “Olesans per la Participació”. Estudis en Ciències Econòmiques i en Història, Postgrau en Gestió i Administració Local, i professionalment es dedica a l'anàlisi economicofinacera. L'any 2003 encapçala la coalició Bloc Olesà-EUiA, que entra a l'Ajuntament amb dos regidors. L'any 2007 torna a encapçalar el projecte del Bloc Olesà, que arriba als cinc regidors. L'any 2011 el Bloc Olesà guanya les eleccions amb 9 regidors, i el dia 11 de juny del mateix any va ser elegit alcalde d'Olesa. Va assegurar que només seria alcalde durant un mandat i el 2015 es presenta al final de la llista del Bloc Olesà-EUiA i deixa l'Ajuntament després que el seu partit tornés a guanyar les eleccions i aquest cop per majoria absoluta, amb 12 regidors.